# فيسينتي
فيسينتي (بالإنجليزية: Viesīte)‏ هي معلم جغرافي تقع في لاتفيا في مقاطعة جوكابيلز ‏.[بحاجة لمصدر] يقدر عدد سكانها بـ 2,950 نسمة ومساحتها 2.3 كم2 وترتفع عن سطح البحر 110 متر.